# Sandøra
Sandøra est une localité du comté de Troms, en Norvège.

## Géographie
Administrativement, Sandøra fait partie de la kommune de Storfjord.